# Радіоастрономічна обсерваторія п'яти коледжів
Радіоастрономічна обсерваторія п'яти коледжів (англ. Five College Radio Astronomical Observatory, FCRAO) — колишня американська радіоастрономічна обсерваторія. Вона була розташована у місті Нью-Сейлем, штат Массачусетс, на півострові у Квеббінському водосховищі, на землі. Обсерваторія була заснована у 1969 році факультетом астрономії Консорціуму п'яти коледжів (Массачусетський університет в Емгерсті, Емгертський коледж, Гемпширський коледж, Коледж Маунт-Голіок і Сміт-коледж). З самого початку обсерваторія приділяла особливу увагу дослідженням, розробці технологій і навчанню студентів — як аспірантів, так і бакалаврів.
Радіоастрономічна обсерваторія п'яти коледжів була обладнана низькочастотною антеною для пошуку пульсарів у Галактиці. Розроблені обсерваторією прилади сприяли відкриттю подвійного пульсара PSR B1913+16 Джозефом Тейлором і Расселом Галсом, за що вони отримали Нобелівську премію з фізики 1993 року. У 1976 році цю низькочастотну антену замінив 14-метровий телескоп міліметрового діапазону з радіокуполом.

## Виведення з експлуатації
Після того, як приблизно з 2005 року Массачусетський університет в Емгерсті присвятив свої зусилля та фінансування Великому міліметровому телескопу у Мексиці, Радіоастрономічну обсерваторія п'яти коледжів стали називати «поточною платформою» (current platform), а Великий міліметровий телескоп — «майбутньою платформою» (future platform). У липні 2011 року було оголошено, що телескоп і будівля обсерваторії демонтовані.